# 델타드로메우스
델타드로메우스(Deltadromeus)는 백악기 후기 북아프리카 부근에서 살았던 대형 육식 공룡이다. 전체 몸 길이는 8m정도이고, 체중은 1ton이하로 가벼운 편이었다. 아마도 다리가 빨랐을 것으로 추정된다. 그래서 「삼각주(三角州)의 질주자」라고 하는 의미의 학명이 지어졌다. 카르카로돈토사우루스(Carcharodontosaurus)나 스피노사우루스(Spinosaurus)와 공존했다.

## 델타드로메우스 이미지

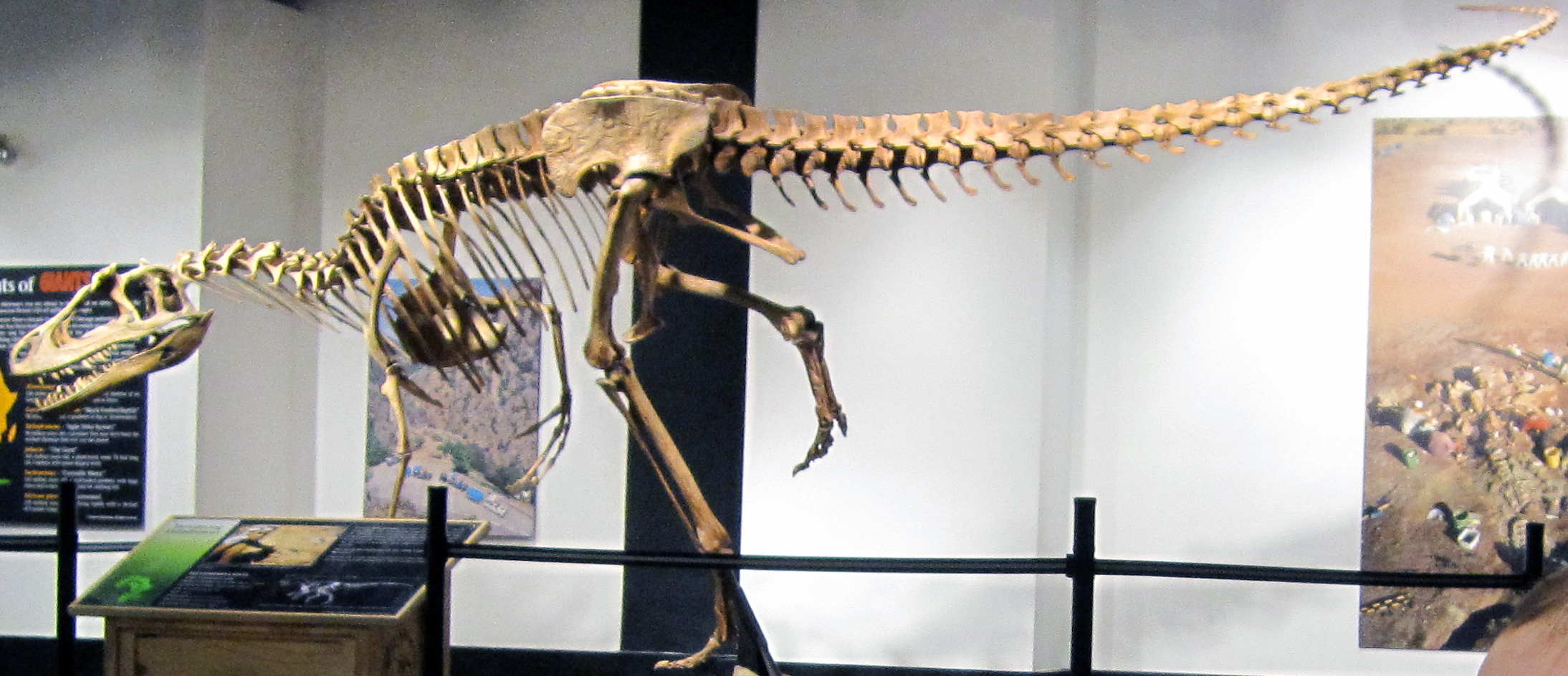